# تخت غورمچ
تخت غورمچ (به لاتین: Takht-e Ghowrmach) یک منطقهٔ مسکونی در افغانستان است که در ولایت بادغیس واقع شده‌است.